# Medio interplanetario

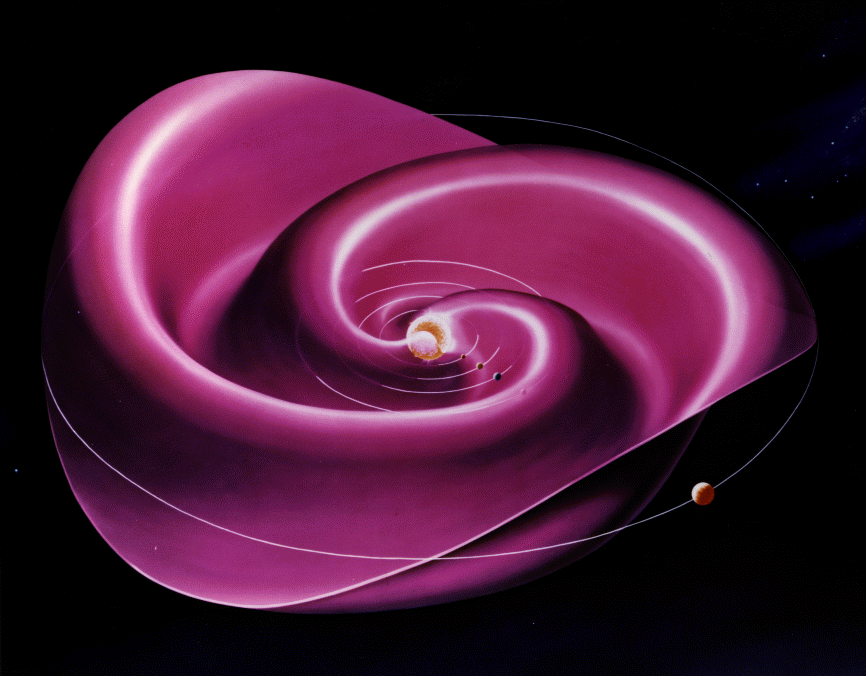

El medio interplanetario es el espacio comprendido en la heliosfera. Entre sus propiedades físicas se incluyen temperatura, densidad y campo magnético. Estas propiedades pueden medirse in situ o bien mediante técnicas de percepción remota como el centelleo interplanetario. El medio interplanetario es una pieza fundamental en el estudio del clima espacial.

## Composición y características físicas
El medio interplanetario está formado por polvo interplanetario, rayos cósmicos y plasma caliente del viento solar. La temperatura puede variar, las partículas de polvo dentro del cinturón de asteroides tienen temperaturas típicas que van desde 200 K  a 2.2 UA hasta 165 K a 3.2 UA. El medio interplanetario tiene las características de un plasma, en lugar de un simple gas; por ejemplo, lleva consigo el campo magnético del Sol, es altamente conductor eléctrico, forma capas dobles de plasma cuando entra en contacto con una magnetosfera planetaria o en la heliopausa, y presenta filamentación.